# Søren Green
Søren Green (født 12. januar 1979 på det daværende Nykøbing Falster Sygehus) er en dansk filminstruktør og producer, som har instrueret eller medvirket i produktionen af en række kortfilm som bl.a. En eftermiddag. I 2025 debuterede han som spillefilminstruktør med det delvis selvbiografiske ungdomsdrama Glasskår om en teenager, der tumler med sine homoseksuelle følelser.

## Opvækst
Søren Green boede i Rødby som barn. Han gik på Rødby Byskole og bagefter på Maribo Gymnasium, hvorfra han blev student i 1999. Som 15-16-årig blev han klar over, at han var homoseksuel. Han skiltede ikke med det, men sprang ud efter, at han var flyttet til København i 2000 og fik en kæreste. Han læste film- og medievidenskab på Københavns Universitet og arbejdede i en årrække på Nimbus Film.

## Filmproduktion
Den første film, Green instruerede, var dokumentarfilmen De Skjulte Børn. I 2014 instruerede han kortfilmen En eftermiddag og i 2016 efterfølgeren En aften om to venner Mathias og Frederik. I 2018 kom hans kortfilm Oktoberdreng, og i 2020 vendte han med kortfilmen En nat tilbage til fortællingen om Mathias og Frederik.
Green har desuden medvirket i produktionen af en lang række andre film.
I 2025 debuterede han som spillefilminstruktør med Glasskår, som han også skrev manuskript til sammen med Tomas Lagermand Lundme. Filmen om den 16-årige Tobias (spillet af Noa Risbro Hjerrild), der under en tvunget ferie hos sine bedsteforældre møder den lidt ældre fyr Aron, men har svært ved at acceptere sin følelser for ham og ryger ned i et hul af selvhad, begær og ensomhed. Filmen havde dermed elementer af Greens egne erfaringer om vanskelighederne ved at finde sine egne følelser som homoseksuel teenager.